# Brücke über die Südaue

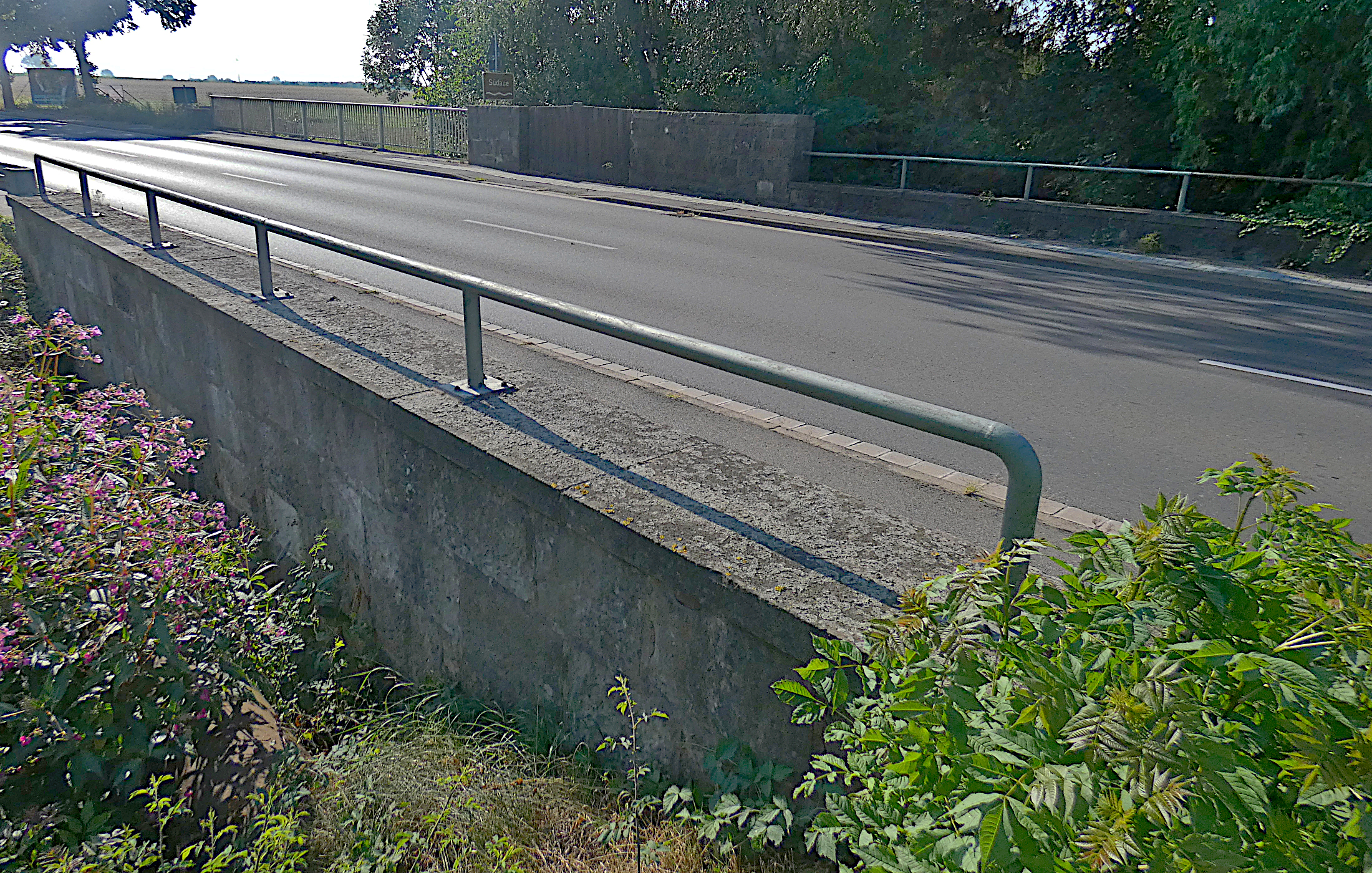
Vorn: die Brücke der Bundesstraße 65 über den Mühlengraben, hinten die Brücke über die Südaue

Die Brücke über die Südaue (Mühlengraben) ist ein denkmalgeschütztes Bauwerk in Nordgoltern, einem Stadtteil von Barsinghausen in der Region Hannover in Niedersachsen.
Die Brücke der Bundesstraße 65 führt nicht über die Südaue, sondern über einen ehemaligen Mühlengraben.

## Geschichte

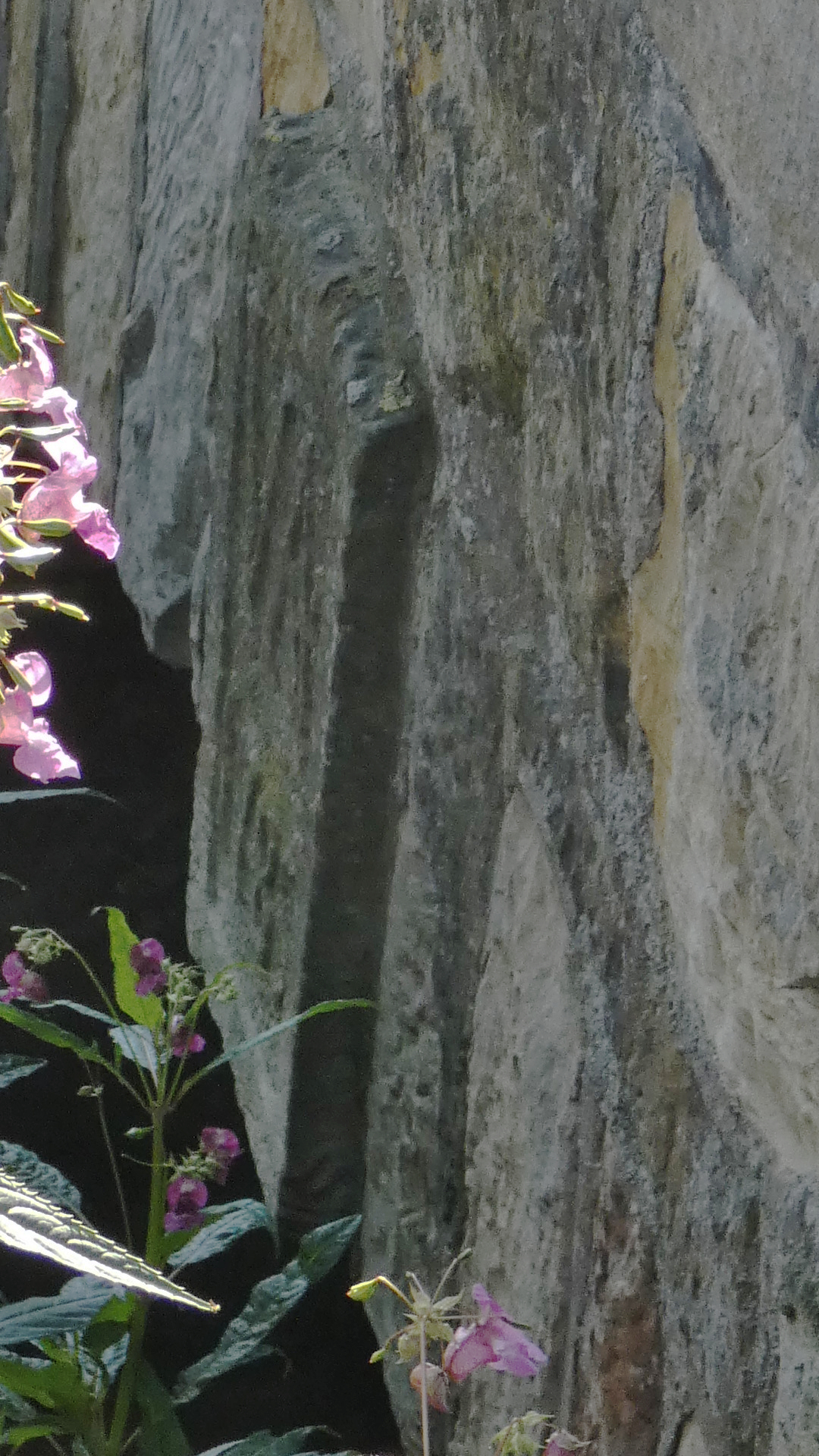
Schlussstein mit Inschrift

Der Ausbau der alten Mindische Heerstraße zur Mindener Chaussee, der heutigen Bundesstraße 65, begann im Königreich Hannover im Jahr 1782.
Am Ostrand von Nordgoltern quert die Straße von Hannover kommend die Südaue und etwa 15 m danach den verbliebenen Abschnitt des im Bereich des Mühlengebäudes zugeschütteten Mühlengrabens der Süßmühle.

## Beschreibung
Die etwa zehn Meter überspannende Brücke ist eine aus Sandsteinquadern gemauerte Bogenbrücke. Die niedrigen Brüstungen sind mit Sandsteinplatten abgedeckt.
Vor einigen Jahren wurden auf den Brüstungen zusätzlich Stahlrohrgeländer angebracht.
Die Schlusssteine beider Seiten der Brücke tragen die Inschrift „VA 1785“.
Sie verweisen damit auf das Baujahr und den Bauherrn aus der Familie von Alten, den Besitzern der damals zum Rittergut Großgoltern gehörenden Süßmühle.

## Denkmalschutz
Die Brücke ist unter der Bezeichnung „Brücke über die Südaue (Mühlengraben)“ als Einzeldenkmal gemäß § 3 Abs. 2 NDSchG unter der Objekt-ID 31118716 geschützt.
Aufgrund des geschichtlichen Zeugnis- und Schauwertes besteht am Erhalt der Brücke ein öffentliches Interesse.